# Pombalia verbenacea
Pombalia verbenacea (Kunth) H.E.Ballard & Paula-Souza – gatunek roślin z rodziny fiołkowatych (Violaceae). Występuje naturalnie w Meksyku i Gwatemali. 

## Morfologia
PokrójZimozielony krzew dorastający do 20 cm wysokości.
LiścieBlaszka liściowa ma kształt od odwrotnie jajowatego do okrągławego. Mierzy 2–3,7 cm długości oraz 1,2–2,3 cm szerokości, jest piłkowana na brzegu, ma klinową nasadę i tępy wierzchołek. Przylistki są od równowąskich do lancetowatych i osiągają 3–4 mm długości. Ogonek liściowy jest nagi i ma 4 mm długości.
KwiatyPojedyncze, wyrastające z kątów pędów. Mają działki kielicha o trójkątnym kształcie i dorastające do 3–4 mm długości. Płatki są od owalnie deltoidalnych do owalnie czworobocznych i mają białą.
OwoceTorebki mierzące 6-8 mm długości, o jajowatym kształcie.

## Biologia i ekologia
Rośnie w lasach i zaroślach. Występuje na wysokości od 2000 do 2300 m n.p.m.